# Maria Pia Conte
Pour les articles homonymes, voir Conte (homonymie).
Maria Pia Conte, née Maria Pia Vaccarezza à Lavagna le 10 mars 1944, est une actrice italienne. Elle est parfois créditée comme Marie P. le Comte.

## Biographie
Maria Pia Vaccarezza est la fille d'un charpentier et passe sa jeunesse à Sestri Levante avant de déménager à Gênes où elle étudie la danse classique. Après quelques expériences en tant qu'actrice, elle travaille d'abord comme modèle pour les fotoromanzi, puis elle poursuit une carrière d'actrice et s'inscrit au Centro sperimentale di cinematografia, dont elle sort diplômée en 1962.
Maria Pia Conte fait ses débuts en 1961, dans le court métrage La colpa e la pena de Marco Bellocchio, puis elle paraît dans des films et des séries télévisées, souvent dans des rôles secondaires. Elle est également active en tant que voix de doublage.
Maria Pia Conte se retire à la fin des années 1970.

## Filmographie partielle
- 1964 : Le Colosse de Rome (Il colosso di Roma) de Giorgio Ferroni : Valeria
- 1967 : Ringo le hors-la-loi (Cinco pistolas de Texas) d'Ignacio Iquino et de Juan Xiol : Myriam
- 1968 : Sartana (Se incontri Sartana prega per la tua morte) de Gianfranco Parolini
- 1969 : Un homme qui me plaît de Claude Lelouch : La femme d'Henri
- 1969 : Z comme Zorro (Zorro il dominatore) de José Luis Merino : Isabel
- 1973 : Les Grands Fusils (Tony Arzenta) de Duccio Tessari :  Carré's Secretary in Nightclub (non crédité)
- 1974 : Toute une vie de Claude Lelouch
- 1974 : Pénitencier de femmes perverses (Prigione di donne) de Brunello Rondi : Grazia
- 1974 : Spasmo d'Umberto Lenzi : Xenia
- 1974 : La Révolte des gladiatrices (The Arena), de Steve Carver : Lucinia
- 1975 : La novice se dévoile (La novizia) de Pier Giorgio Ferretti : Franca
- 1976 : Donna... cosa si fa per te (it) de Giuliano Biagetti : Countess Altoviti
- 1977 : L'appuntamento de Giuliano Biagetti : Adelaide Picchioni
- 1978 : Gegè Bellavita de Pasquale Festa Campanile[4] : Mercedes